# 劉禎 (宣德進士)
劉禎（1396年—？），字□慶，江西吉安府吉水縣人，民籍。明朝政治人物。進士出身。

## 生平
江西鄉試中舉。宣德八年（1433年）癸丑科會試第十二名，殿試登進士第二甲第十名。

## 家族
曾祖父劉泰民。祖父劉允德。父亲劉明遠。